# 第159独立機械化旅団 (ウクライナ陸軍)
第159独立機械化旅団（だい159どくりつきかいかりょだん、ウクライナ語: 159-та Окрема механізована бригада）は、ウクライナ陸軍の旅団。南部作戦管区隷下。

## 概要

### ロシアのウクライナ侵攻
2024年3月12日、ロシアのウクライナ侵攻の影響に伴い、第23独立小銃大隊を基幹に第159独立歩兵旅団としてムィコラーイウ州で創設された。旅団番号150番台の部隊はアメリカ合衆国の軍事支援停止時期と重なったため、編成完結までに半年以上の期間を要した。
2024年10月、機械化に伴い、第159独立機械化旅団に改編された。
2024年12月、第67独立機械化旅団隷下の第1小銃大隊を基幹に第1機械化大隊が新編された。
2025年1月、第5独立重機械化旅団隷下の1個戦車大隊が配属された。

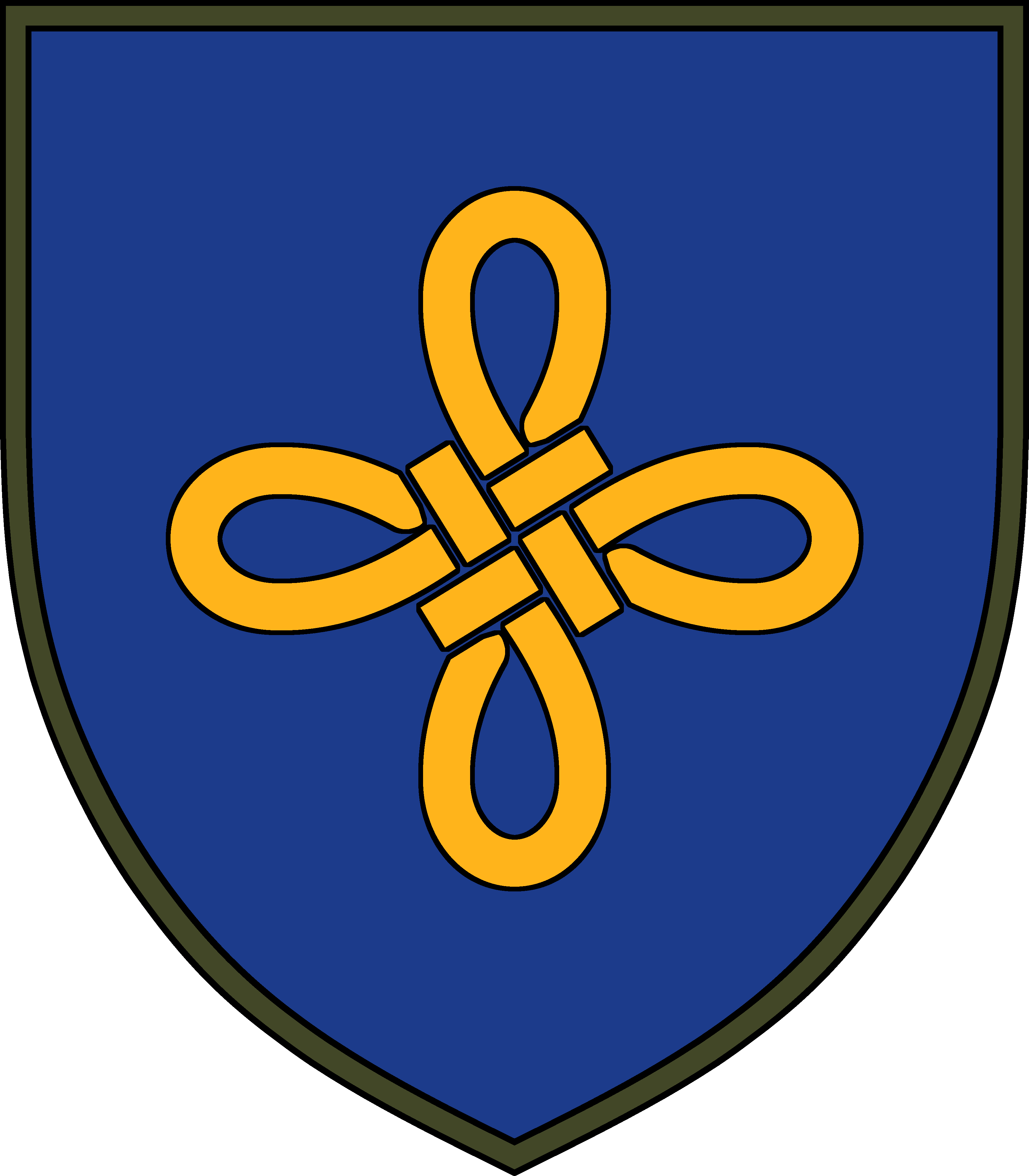
第159独立歩兵旅団章

## 編制
- 旅団司令部（ペルボマイシク）
- 第1機械化大隊
- 第2機械化大隊
- 第3機械化大隊
- 戦車大隊
- 小銃大隊
- 旅団砲兵群
  - 本部中隊
  - 第1自走砲大隊
  - 第2自走砲大隊
  - ロケット砲大隊
  - 対戦車砲大隊
- 防空大隊

- 工兵大隊
- 整備大隊
- 兵站大隊
- 偵察中隊
- 電子戦中隊
- 通信中隊
- レーダー中隊
- NBC防護中隊
- 衛生中隊